# 헨리에타 파르카쇼바
헨리에타 파르카쇼바(슬로바키아어: Henrieta Farkašová, 1986년 5월 23일 ~ )는 슬로바키아의 장애인 알파인 스키 선수이다. 동계 패럴림픽 알파인 스키 B3(약시) 종목에서 9개의 금메달을 획득했으며 세계 여자 장애인 알파인 스키에서 17차례 우승했다.

## 경력
파르카쇼바는 코시체주 로주냐바 출신이다. 17세 시절에 레보차에 위치한 고등학교(맹학교)의 스키 캠프에서 스키를 시작했고 2004년에는 처음으로 국제 대회에 참가했다. 2011년에는 트르나바 대학교에서 사회복지학 과정을 졸업했다.
파르카쇼바는 선천성 근시로 그림자 정도를 인식할 수 있다. 국제 패럴림픽 위원회의 등급 배정 기준에서는 시각 장애 정도가 가장 가벼운 B3(약시) 등급으로 분류된다. 2008년부터 나탈리아 슈브르토바가 파르카쇼바의 경기 가이드를 맡고 있으며 눈 위의 기복, 경사, 타는 방법 등의 정보를 헬멧 통신기기로 전달하고 있다. 파르카쇼바는 2018년 평창 동계 올림픽 개막식에서 슬로바키아 선수단의 기수를 맡았다.
파르카쇼바는 2006년 토리노 동계 패럴림픽에 참가하려고 했으나 슬로바키아 현지에서 등급 배정 인정을 받지 못해 참가하지 못했다. 파르카쇼바는 2010년 밴쿠버 동계 패럴림픽에서 3개의 금메달(여자 시각 장애 대회전, 여자 시각 장애 슈퍼 대회전, 여자 시각 장애 슈퍼 복합)과 1개의 은메달(여자 시각 장애 활강)을 획득했고 2014년 소치 동계 패럴림픽에서는 2개의 금메달(여자 시각 장애 활강, 여자 시각 장애 대회전)과 1개의 동메달(여자 시각 장애 회전)을 획득했다.
파르카쇼바는 2018년 평창 동계 패럴림픽에서 알파인 스키 5개 종목에 모두 출전했고 금메달 4개(여자 시각 장애 활강, 여자 시각 장애 대회전, 여자 시각 장애 슈퍼 대회전, 여자 시각 장애 슈퍼 복합), 은메달 1개(여자 시각 장애 회전)을 획득했다. 특히 평창 동계 패럴림픽에서 획득한 금메달 4개는 "평창 동계 패럴림픽 MVP"라는 평가를 받기도 했다. 2022년 베이징 동계 올림픽에서는 여자 시각 장애 활강, 여자 시각 장애 슈퍼 복합에서 금메달을 획득했다.

## 수상
파르카쇼바는 2014년에 슬로바키아 정부로부터 류보비트 슈투르 훈장 1등급(Rad Ľudovíta Štúra I. triedy)을 받았다. 2019년에는 로레우스 세계 스포츠 어워드 올해의 장애인 선수상을 수상했고 2019년 10월 25일에는 국제 패럴림픽 위원회로부터 패럴림픽 스포츠상을 수상했다.

### 내용주
1. ↑  B3 등급은 약시를 가진 선수가 출전하는 패럴림픽 알파인 스키 경기의 세부 종목이다.[1]

### 참고주
1. ↑  《2019 KPC 국제장애인스포츠정보집》. 대한장애인체육회. 2020년 1월 15일. 49쪽. 2021년 11월 22일에 원본 문서에서 보존된 문서. 2022년 11월 16일에 확인함.
2. 1 2 3  “Henrieta Farkasova”. 《International Paralympic Committee》 (영어). 2021년 12월 30일에 확인함.
3. 1 2  “Sme silná generácia”. 《Týždeň》 (슬로바키아어). 2014년 6월 1일. 2021년 12월 30일에 확인함.
4. ↑  “Farkašová: Kvôli zraku sa mi posmievali. Lyžovanie mi pomohlo zaradiť sa”. 《Pravda》 (슬로바키아어). 2018년 4월 19일. 2021년 12월 30일에 확인함.
5. 1 2  “Farkašová Henrieta”. 《Slovenský paralympijský výbor (SPV)》 (슬로바키아어). 2021년 12월 30일에 확인함.
6. ↑  “함께 이뤄낸 평창 패럴림픽 4관왕 ‘헨리에타 파르카소바’와 가이드 러너 ‘나탈리아 수브르토바’”. 《korea.net》. 2018년 3월 18일. 2021년 12월 30일에 확인함.
7. ↑  “Anastasia Kuzminová a Henrieta Farkašová dostali štátne vyznamenanie Rad Ľudovíta Štúra I. triedy”. 《Slovenský olympijský tím》 (슬로바키아어). 2014년 5월 26일. 2022년 1월 10일에 확인함.
8. ↑  “Paralympic Sport Awards”. 《International Paralympic Committee》 (영어). 2022년 1월 19일에 원본 문서에서 보존된 문서. 2022년 1월 10일에 확인함.
9. ↑  “Henrieta Farkasova”. 《Laureus》 (영어). 2021년 12월 30일에 확인함.
10. ↑  “Farkašová named the best Paralympic athlete of 2019”. 《spectator.sme.sk》 (슬로바키아어). 2019년 10월 18일. 2021년 12월 30일에 확인함.